# Endoteliny
Endoteliny – grupa peptydów złożonych z 21 aminokwasów o działaniu zwężającym naczynia, wydzielane przez komórki śródbłonka naczyń krwionośnych i kanalików nerkowych. Odgrywają kluczową rolę w hemostazie naczyniowej (utrzymywanie właściwego napięcia naczyń i perfuzji naczyniowej). Mają również działanie mitogenne i proagregacyjne, a w efekcie także aterogenne.
Wyróżnia się endoteliny ET1, ET2 i ET3.
Rodzaje receptorów endotelinowych:
- ETA – występują głównie w tętniczkach aferentnych i eferentnych nerek oraz komórkach mezangialnych. Pobudza je wysokie stężenie endoteliny. Za ich pośrednictwem wzrasta wydzielanie angiotensyny II, aldosteronu, katecholamin i wazopresyny we krwi. Powoduje to zwężenie naczyń i zwiększenie resorpcji sodu, w konsekwencji zmniejszenie filtracji kłębuszkowej w nerkach[1].
- ETB – występują głównie w mięśniach gładkich i śródbłonku tętniczek nerkowych oraz w komórkach ściany pętli Henlego. Endotelina pobudza je przy niskich stężeniach. Za ich pośrednictwem wzrasta wydzielanie NO i prostaglandyn rozszerzających naczynia, co powoduje zwiększony przepływ krwi[1].

Istnieje stan równowagi dynamicznej między substancjami naczyniozwężającymi (np. endoteliną, kalcytoniną) a naczyniorozszerzającymi (np. tlenkiem azotu, prostacykliną).
Główne czynniki zwiększające syntezę endotelin to cytokiny (TNF-α, TGF-β), hipoksja, katecholaminy, angiotensyna II, wazopresyna i trombina.
Zsyntetyzowano następujące antagonisty receptora endotelinowego: bosentan, darusentan, tezosentan i sitaksentan.